# آرمان دسمه
آرمان دسمه (فرانسوی: Armand Desmet‎؛ ۲۳ ژانویه ۱۹۳۱ – ۱۷ نوامبر ۲۰۱۲) دوچرخه‌سوار اهل بلژیک بود.
از باشگاه‌هایی که در آن رکاب زده‌است می‌توان به تیم دوچرخه‌سواری فلاندریا، و تیم دوچرخه‌سواری فلاندریا، و تیم دوچرخه‌سواری فائما اشاره کرد.